# 24e Golden Globe Awards
De 24e Golden Globe Awards, waarbij prijzen werden uitgereikt in verschillende categorieën voor de beste films en televisieprogramma's van 1966, vond plaats op 15 februari 1967 in het Ambassador Hotel in Californië.

## Winnaars en genomineerden

### Film

#### Beste dramafilm
A Man for All Seasons
- Born Free
- The Professionals
- The Sand Pebbles
- Who's Afraid of Virginia Woolf?

#### Beste komische of muzikale film
The Russians Are Coming, the Russians Are Coming
- A Funny Thing Happened on the Way to the Forum
- Gambit
- Not with My Wife, You Don't!
- You're a Big Boy Now

#### Beste acteur in een dramafilm
Paul Scofield - A Man for All Seasons
- Richard Burton - Who's Afraid of Virginia Woolf?
- Michael Caine - Alfie
- Steve McQueen - The Sand Pebbles
- Max von Sydow - Hawaii

#### Beste actrice in een dramafilm
Anouk Aimée - A Man and a Woman
- Ida Kaminska - The Shop on Main Street
- Virginia McKenna - Born Free
- Elizabeth Taylor - Who's Afraid of Virginia Woolf?
- Natalie Wood - This Property Is Condemned

#### Beste acteur in een komische of muzikale film
Alan Arkin - The Russians Are Coming, the Russians Are Coming
- Alan Bates - Georgy Girl
- Michael Caine - Gambit
- Lionel Jeffries - The Spy with a Cold Nose
- Walter Matthau - The Fortune Cookie

#### Beste actrice in een komische of muzikale film
Lynn Redgrave - Georgy Girl
- Jane Fonda - Any Wednesday
- Audrey Hepburn - Two for the Road
- Shirley MacLaine - Gambit
- Vanessa Redgrave - Morgan!

#### Beste mannelijke bijrol
Richard Attenborough - The Sand Pebbles
- Robert Shaw - A Man for All Seasons
- John Saxon - The Appaloosa
- Mako - The Sand Pebbles
- George Segal - Who's Afraid of Virginia Woolf?

#### Beste vrouwelijke bijrol
Jocelyne LaGarde - Hawaii
- Sandy Dennis - Who's Afraid of Virginia Woolf?
- Geraldine Page - You're a Big Boy Now
- Vivien Merchant - Alfie
- Shelley Winters - Alfie

#### Beste regisseur
Fred Zinnemann - A Man for All Seasons
- Lewis Gilbert  - Alfie
- Claude Lelouch  - A Man and a Woman
- Mike Nichols  - Who's Afraid of Virginia Woolf?
- Robert Wise  - The Sand Pebbles

#### Beste scenario
Robert Bolt - A Man for All Seasons
- Bill Naughton - Alfie
- William Rose - The Russians Are Coming, the Russians Are Coming
- Robert Woodruff Anderson - The Sand Pebbles
- Ernest Lehman - Who's Afraid of Virginia Woolf?

#### Beste filmmuziek
Elmer Bernstein - Hawaii
- Jerry Goldsmith - The Sand Pebbles
- Maurice Jarre - Is Paris Burning?
- Francis Lai - A Man and a Woman
- Toshiro Mayazumi - The Bible: In the Beginning

#### Beste filmsong
"Strangers in the Night" - A Man Could Get Killed
- "A Man and a Woman" - A Man and a Woman
- "Alfie" - Alfie
- "Born Free" - Born Free
- "Georgy Girl" - Georgy Girl

#### Beste buitenlandse film - Engelse taal
Alfie
- Georgy Girl
- Morgan: A Suitable Case for Treatment
- Blowup
- The Spy with a Cold Nose
- Royal Ballet

#### Beste buitenlandse film - vreemde taal
Un homme et une femme, Frankrijk
- Signore e signori, Italië
- Lásky jedné plavovlásky, Tsjecho-Slowakije
- Gamlet, Sovjet-Unie
- Pas question le samedi, Frankrijk, Israël en Italië

### Televisie

#### Beste televisie show
I Spy
- The Man from U.N.C.L.E.
- That Girl
- The Fugitive
- Run for Your Life

#### Beste mannelijke televisie ster
Dean Martin - The Dean Martin Show
- Bill Cosby - I Spy
- Robert Culp - I Spy
- Ben Gazzara - Run for Your Life
- Christopher George - The Rat Patrol

#### Beste vrouwelijk televisie ster
Marlo Thomas - That Girl
- Barbara Stanwyck - The Big Valley
- Elizabeth Montgomery - Bewitched
- Phyllis Diller - The Pruitts of Southampton
- Barbara Eden - I Dream of Jeannie

### Cecil B. DeMille Award
Charlton Heston 